# Četverokut
Četverokut je zatvoren geometrijski lik koji ima četiri kuta i četiri stranice. Zbroj veličina svih kutova u četverokutu iznosi 360°.

## Vrste četverokuta
Značajan podskup četverokuta su trapezi, a to su oni četverokuti kojima su dvije nasuprotne stranice međusobno paralelne.
Oni trapezi kojima je svaka stranica paralelna nasuprotnoj stranici, nazivaju se paralelogrami.
Paralelogrami kojima su svake dvije susjedne stranice međusobno okomite nazivamo pravokutnici.
Postoje i dva posebna slučaja kod kojih su sve četiri stranice jednake duǉine: takav paralelogram nazivamo rombom, a ako je to ujedno i pravokutnik, tada ga nazivamo kvadratom.
četverokuti {\displaystyle \supset } trapezi {\displaystyle \supset } paralelogrami {\displaystyle \supset } pravokutnici {\displaystyle \supset } kvadrati
paralelogrami {\displaystyle \supset } rombi {\displaystyle \supset } kvadrati